# Chicheboville
Chicheboville (wymowaⓘ) – miejscowość i dawna gmina we Francji, w regionie Normandia, w departamencie Calvados. W 2013 roku liczba ludności wynosiła 514 mieszkańców. 
W dniu 1 stycznia 2017 roku z połączenia dwóch ówczesnych gmin – Chicheboville oraz Moult – utworzono nową gminę Moult-Chicheboville. Siedzibą gminy została miejscowość Moult. 